# Кларион (Пенсильвания)
Кларион (англ. Clarion) — боро в штате Пенсильвания (США). Административный центр округа Кларион. В 2010 году в боро проживали 5276 человек. В городе находится Университет Клариона в Пенсильвании.

Боро Кларион на карте округа

## Географическое положение
Боро расположено в округе Кларион в 124 км к северо-востоке от Питтсбурга на Аллеганском плато. По данным Бюро переписи населения США Кларион имеет площадь 4,19 квадратных километра.

## История
Кларион был основан в 1839 году в силу необходимости создания города-окружного центра для округа Кларион. Весной 1840 года в населённый пункт начали приезжать люди и был открыт почтовый офис. К 1841 году в городе проживало уже 714 человек. Кларион был инкорпорирован как боро в 1841 году.

## Население
| Год переписи | Нас. |  | %±     |
| ------------ | ---- |  | ------ |
| 1850         | 719  |  | —      |
| 1860         | 648  |  | −9,9%  |
| 1870         | 709  |  | 9,4%   |
| 1880         | 1169 |  | 64,9%  |
| 1890         | 2164 |  | 85,1%  |
| 1900         | 2004 |  | −7,4%  |
| 1910         | 2612 |  | 30,3%  |
| 1920         | 2793 |  | 6,9%   |
| 1930         | 3201 |  | 14,6%  |
| 1940         | 3798 |  | 18,7%  |
| 1950         | 4409 |  | 16,1%  |
| 1960         | 4958 |  | 12,5%  |
| 1970         | 6095 |  | 22,9%  |
| 1980         | 6198 |  | 1,7%   |
| 1990         | 6457 |  | 4,2%   |
| 2000         | 6185 |  | −4,2%  |
| 2010         | 5276 |  | −14,7% |
| 2016         | 5342 |  | 1,3%   |

По данным переписи 2010 года население Клариона составляло 5276 человек (из них 43,7 % мужчин и 56,3 % женщин), в городе было 1812 домашних хозяйств и 2403 семей. На территории города было расположено 1972 постройки со средней плотностью 470,6 построек на один квадратный километр суши. Расовый состав: белые — 91,0 %, афроамериканцы — 5,0 %, азиаты — 1,9 %, коренные американцы — 0,1 %. 1,0 % имеют латиноамериканское происхождение.
Население города по возрастному диапазону по данным переписи 2010 года распределилось следующим образом: 10,3 % — жители младше 18 лет, 31,2 % — между 18 и 21 годами, 46,9 % — от 21 до 65 лет и 11,6 % — в возрасте 65 лет и старше. Средний возраст населения — 22,0 лет. На каждые 100 женщин в Кларионе приходилось 77,8 мужчин, при этом на 100 совершеннолетних женщин приходилось уже 76,0 мужчин сопоставимого возраста.
Из 1812 домашних хозяйств 36,5 % представляли собой семьи: 24,9 % совместно проживающих супружеских пар (8,8 % с детьми младше 18 лет); 8,3 % — женщины, проживающие без мужей и 3,4 % — мужчины, проживающие без жён. 63,5 % не имели семьи. В среднем домашнее хозяйство ведут 2,11 человека, а средний размер семьи — 2,78 человека. В одиночестве проживали 37,3 % населения, 12,5 % составляли одинокие пожилые люди (старше 65 лет).

## Экономика

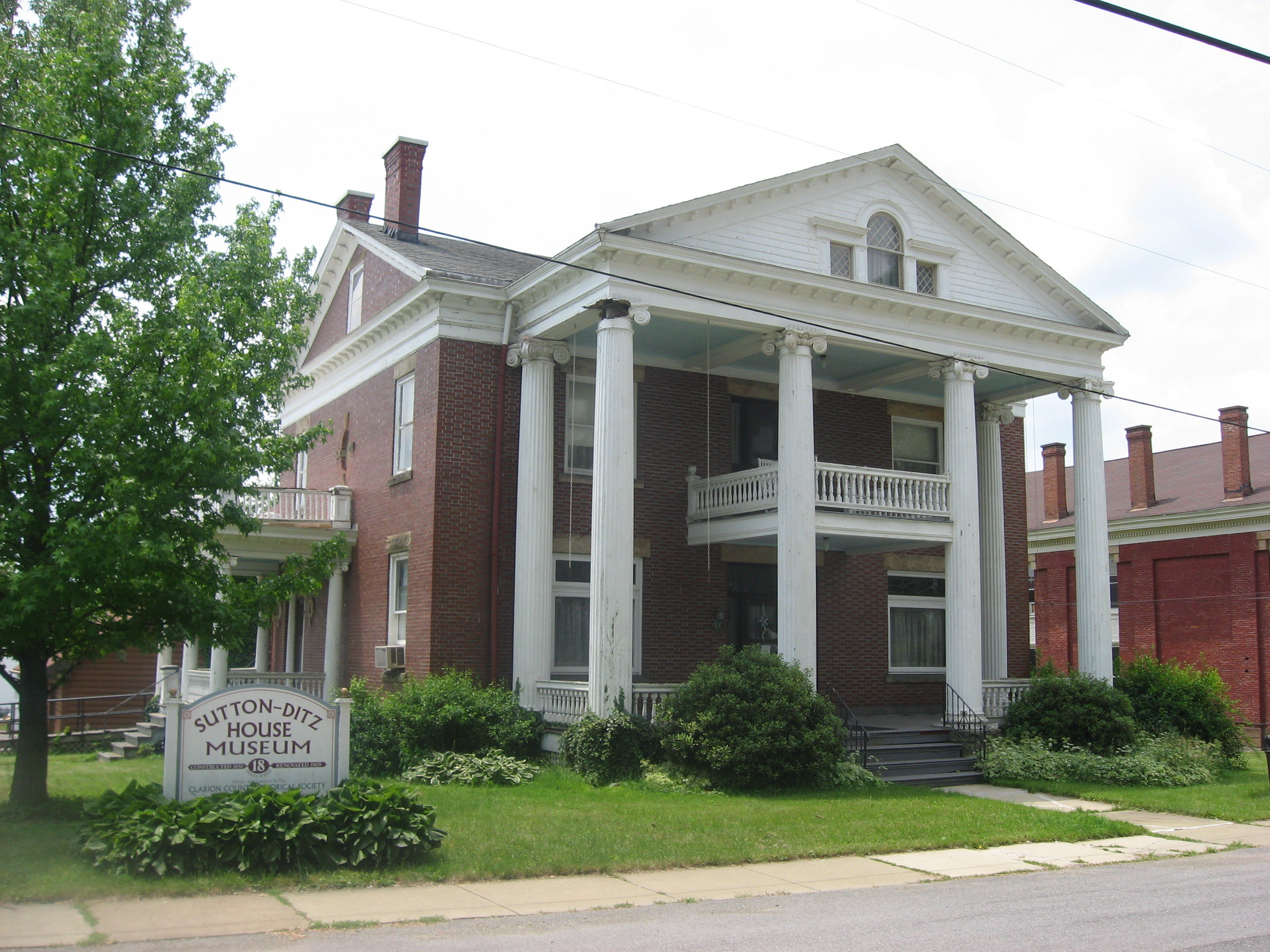
Дом-музей Саттона-Дитца

В 2016 году из 4515 человека старше 16 лет имели работу 2253. При этом мужчины имели медианный доход в 34 671 долларов США в год против 49 417 долларов среднегодового дохода у женщин. В 2016 году медианный доход на семью оценивался в 53 542 $, на домашнее хозяйство — в 27 372 $. Доход на душу населения — 18 898 $ в год. 22,4 % от всего числа семей в Кларионе и 36,1 % от всей численности населения находилось на момент переписи за чертой бедности.